# Miro II de Cerdanha
Miro II de Cerdanha (c. 878 – 927) foi conde de Cerdanha entre 897 e 927 e de Besalú entre 920 e 927, ano da sua morte.
Recebeu de herança da seu pai o condado de Cerdaña, enquanto o seu irmão Sunifredo II de Urgel receberia o condado de Urgell e os seus irmãos Vifredo II, Suniário I recebiam o condado de Barcelona.
Depois da morte do seu tio Rodolfo de Besalú, no ano de 920, veio também a herdar o condado de Besalú, que se encontrava unido ao condado de Cerdaña.
Foi um continuador da repovoação dos territórios praticada por seu pai colaborando na restruturação eclesiástica do pagus de Berga.

## Relações familiares
foi filho de Vifredo I (830 — 21 de Agosto de 897) e de Guinidilda de Ampurias também denominada Guinilda de Barcelona filha de Sunifredo de Barcelona, visconde de Barcelona. Casou com Ava de Cerdanha (C. 900 - 962), filha de Raimundo I de Pallars e Ribagorça, conde de Ribagorza, de quem teve:
1. Sunifredo II de Cerdanha (c. 915 - Abadia de São Miguel de Cuixá, 968), conde de Cerdanha e conde de Besalú.
2. Vifredo II de Besalú (?–957) Conde de Besalú.
3. Miro III de Cerdanha (c. 920–984) conde de Cerdanha e conde de Besalú.
4. Oliba Cabreta (C. 920-990), conde de Cerdanha e Besalú e conde de Ripoll.
5. Fredeburga, abadessa do Mosteiro de San Juan de Ripoll.

Teve uma amante, Virgilia de Ampurias, filha de Delá de Ampurias, conde de Ampurias, de quem teve: 
1. Gotruda de Cerdanha (? – c. 960) casada com Lope I de Pallars.